# Azem (Lomié)
Pour les articles homonymes, voir Azem.
 (juin 2021).
Pour améliorer la vérifiabilité de l'article ainsi que son intérêt encyclopédique, il est nécessaire, quand des sources primaires sont citées, de les associer à des analyses faites par des sources secondaires.
Motif : Admissibilité très discutable.
Azem est un village du Cameroun situé dans la région de l'Est et dans le département du Haut-Nyong. Azem fait partie de la commune de Lomié et du canton de Nzime-Est.

## Population
Lors du recensement de 2005, Azem comptait neuf habitants, dont cinq hommes et quatre femmes.
En 1964-1965, sa population de 112 habitants était constituée de Zaman (sous-groupe du peuple boulou) et de 18 Pygmées.

## Infrastructures
En 1965, le village se trouvait à l'extrémité d'une piste piétonnière le reliant à Lomié et à Alat Maka.
Au début des années 2010, Azem compte une source aménagée.